# Velas
Velas is een gemeente in het Portugese autonome gebied en eilandengroep Azoren.
De gemeente heeft een totale oppervlakte van 117 km2 en telde 5605 inwoners in 2001.

## Plaatsen in de gemeente
- Manadas
- Norte Grande
- Rosais
- Santo Amaro
- Urzelina
- Velas